# Дуба (Вармінсько-Мазурське воєводство)
Дуба (пол. Duba) — село в Польщі, у гміні Залево Ілавського повіту Вармінсько-Мазурського воєводства.
Населення — 74 особи (2011).
У 1975-1998 роках село належало до Ольштинського воєводства.

## Демографія
Демографічна структура станом на 31 березня 2011 року:
|          | Загалом | Допрацездатний вік | Працездатний вік | Постпрацездатний вік |
| -------- | ------- | ------------------ | ---------------- | -------------------- |
| Чоловіки | 37      | 7                  | 28               | 2                    |
| Жінки    | 37      | 9                  | 20               | 8                    |
| Разом    | 74      | 16                 | 48               | 10                   |